# Glossario dei termini della disabilità
Per Glossario dei termini della disabilità s'intende un elenco di termini, in lingua italiana - a volte accompagnati oppure preceduti (a seconda della notorietà del termine) dal rispettivo termine in lingua inglese - che sono qui disposti in ordine alfabetico e che si riferiscono a varie tipologie di disabilità. Non sono stati qui inseriti vocaboli riguardanti malattie - di cui si potrebbe creare un apposito glossario - bensì di termini che riguardano effetti di malattie e di traumi.

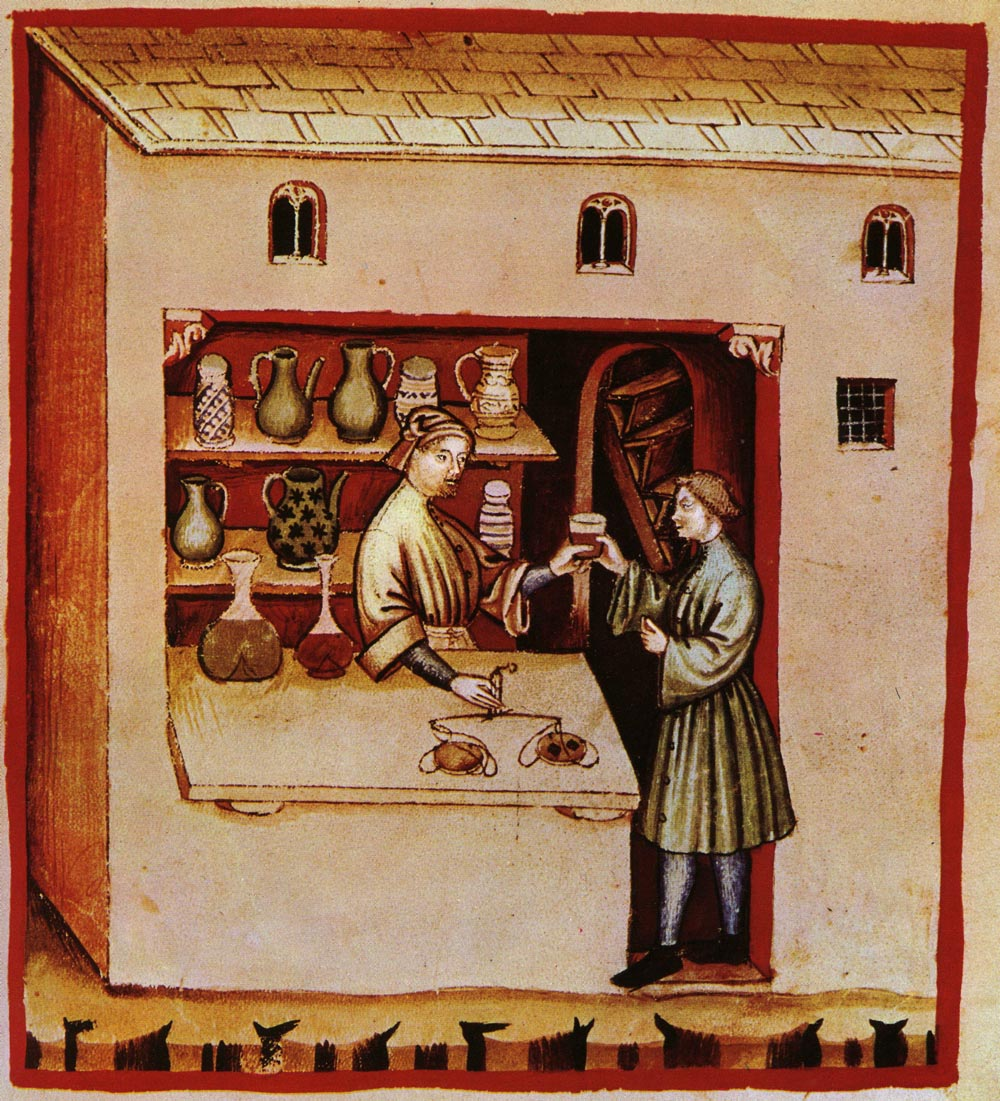
Medicine, Taccuino Sanitatis, XIV secolo (Biblioteca Casanatense)

## Glossario

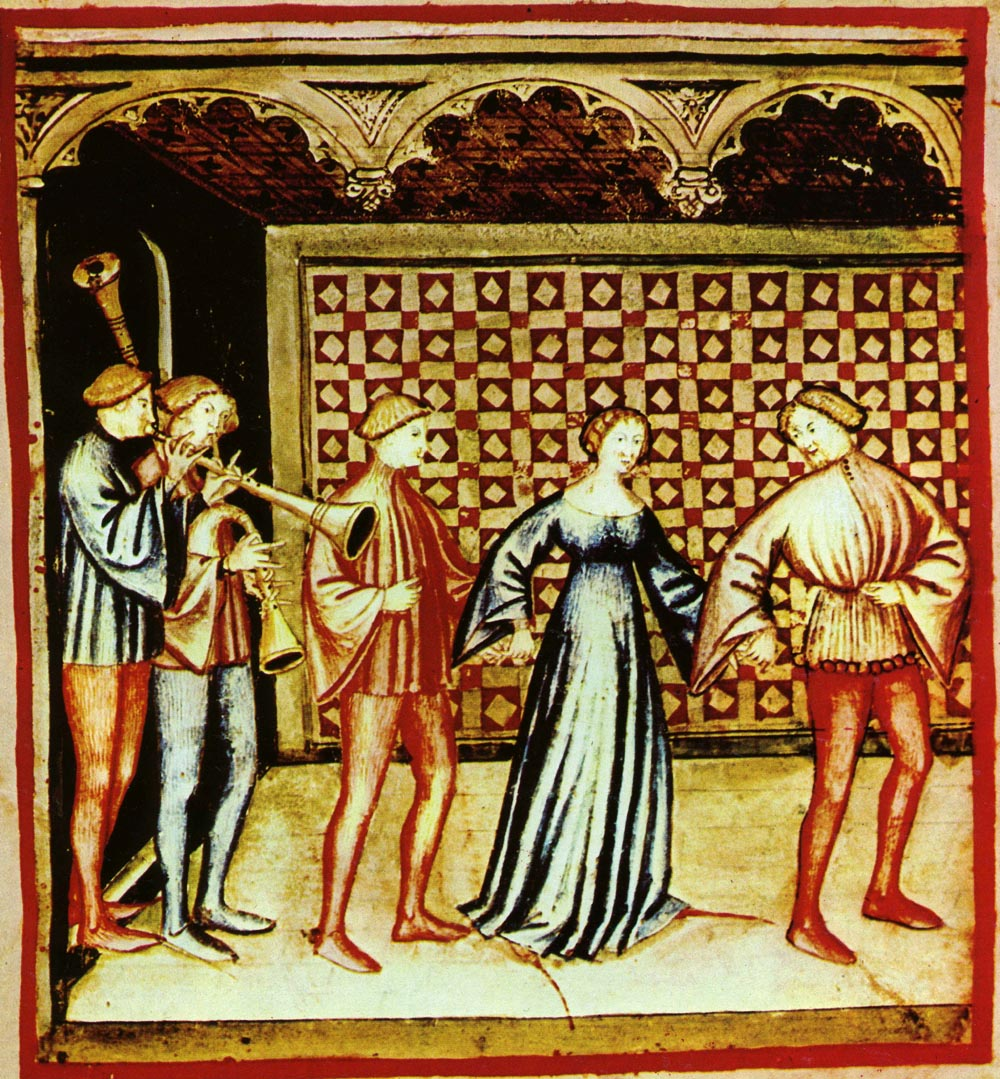
Suono e danza, Taccuino Sanitatis, XIV secolo, (Biblioteca Casanatense)

### A
- Afasia. Perdita della capacità di comporre o di comprendere il linguaggio.
- Alessia (Alessico/a). Disturbo dell'apprendimento, dovuto ad incapacità o a difficoltà nella lettura.
- American Journal on Intellectual and Developmental Disabilites. Rivista scientifica statunitense.
- Americans with Disabilities Act of 1990 (Legge 1990 sugli americani con disabilità) ADA, legge votata dal Congresso degli Stati Uniti nel 1990. Riguarda i diritti civili e protegge gli americani da discriminazioni riguardo ad ogni tipo di disabilità. Basata sul Civil Rights Act of 1964, che aveva reso illegali le discriminazioni in base alla razza, alla religione e al sesso.
- Anffas Onlus. Associazione nazionale italiana che si occupa di tutela dei diritti di persone con disabilità intellettiva.
- Anno europeo delle persone con disabilità. Proclamato nel 2013, allo scopo di sensibilizzare, sostenere, informare sui vari aspetti della disabilità.
- Assistente all'autonomia e alla comunicazione.Figura professionale che svolge funzioni di facilitatore del processo di comunicazione e di apprendimento favorendo l'integrazione dello studente con disabilità fisica, psichica e sensoriale
- Atletica leggera paralimpica (atleta paralimpico/a). Insieme delle discipline afferenti all'Atletica leggera, nelle varie versioni per disabili visivi, in carrozzina, amputati, ecc.
- Audismo (Audista). Forma di discriminazione e di razzismo dei disabili uditivi.
- Autismo (Autistico/a). Compromissione dell'interazione sociale e deficit della comunicazione, verbale e non verbale, che provoca ristrettezza d'interessi e comportamenti ripetitivi.

### B
- Biathlon paralimpico. Disciplina paralimpica invernale.
- Boccia. Disciplina paralimpica estiva.
- Braille (da Louis Braille). Alfabeto composto da puntini in rilievo, utilizzato per la scrittura e la lettura dalle persone con disabilità visiva.

### C
- Calcio a 5 per ciechi. Disciplina paralimpica, suddivisa in due categorie: B1 (ciechi assoluti) B2/B3 (ipovedenti). Si gioca calciando un pallone sonoro. A livello internazionale il gioco dipende dalla FIFA, a livello italiano, dalla FISPIC.[1].
  - Le squadre di categoria B1 si schierano con un portiere vedente e quattro giocatori ciechi, e si avvalgono di una persona che, posta dietro la porta avversaria, fa da guida vocale per gli attaccanti. Durante l'azione di gioco, i calciatori non possono parlare, per consentire la corretta ricezione dei suggerimenti. Il campo è delimitato sui lati lunghi da una sponda che serve a orientare i giocatori, mentre le due linee di fondo sono aperte.
  - Nel calcio B2/B3 non c'è il suggeritore, né la sponda laterale. La composizione delle squadre non deve contare in campo più di due giocatori di livello B3, mentre non ci sono limiti all'impiego di giocatori di livello B2.
- Calcio a 7-un-lato. Disciplina calcistica per disabili motori che si reggano in piedi. Se ne praticano due forme, una per cerebrolesi e l'altra per amputati. In Italia sono entrambe afferenti alla Federazione Italiana Sport Paralimpici e Sperimentali, FISPES.[1].
  - Versione per lesionati cerebrali: presenta alcuni adattamenti rispetto al calcio per normodotati. La formazione di una squadra (portiere e sei giocatori) deriva dalla presenza obbligatoria di atleti suddivisi in quattro categorie di gravità. Questo gioco ha una notevole tradizione, essendo stato ripetutamente presente ai Giochi Paralimpici estivi.[2]
  - Versione per amputati: prevede sette giocatori tutti privi di un arto, compreso il portiere. Il gioco ha tradizioni assai recenti.[3]
- Calcio per sordi, Calcio a 5 per sordi o Futsal per sordi, Pallacanestro per sordi, Pallavolo per sordi. Sport che non differiscono dalle equivalenti discipline per normodotati, eccetto che per l'uso delle bandierine colorate al posto del fischietto (arbitri) e per il divieto di usare protesi acustiche e impianti cocleari (giocatori). Le competizioni sono organizzate a ogni livello, e prevedono sia eventi per soli sordi, sia manifestazioni di squadre sorde contro squadre di normodotati. In Italia la federazione competente è la FSSI.[1]
- Cane da assistenza psichiatrica. Cane addestrato a portare affetto e compagnia a persona affetta da disabilità di varia origine.
- Cane guida. Cane addestrato per accompagnare persone con cecità.
- Canoa paralimpica. Disciplina paralimpica estiva.
- Cecità (Cieco/a). Perdita della vista, che può essere totale o parziale.
- Centro Internazionale del Libro Parlato (Cilp) A. Sernagiotto è un'organizzazione che aiuta coloro che hanno problemi visivi o per i quali la lettura in modo tradizionale non è possibile come i dislessici e le persone anziane, mediante la realizzazione di libri parlati registrati con voce umana
- Cerebrolesione (o Lesione cerebrale, Cerebroleso/a). Danno localizzato a livello del sistema nervoso centrale.
- Comitato Giovani Sordi Italiani, organizzazione giovanile dei disabili uditivi
- Comitato Internazionale degli Sport dei Sordi
- Comitato Italiano Paralimpico, ente pubblico per lo sport per disabili. Si è chiamato fino al 2005 FISD (Federazione Italiana Sport Disabili). In quanto organismo supervisore di ogni attività sportiva per disabili, svolge le funzioni di: coordinamento delle Federazioni sportive ad esso affiliate, gestione della partecipazione italiana a Paralimpiadi estive e invernali, collaborazione con il CONI per le discipline praticate da disabili, che ad esso fanno riferimento.
- Comunicazione aumentativa e adattativa. Tecniche per aiutare persone che hanno disturbi del linguaggio, con appositi video e audio.
- Convenzione delle Nazioni Unite sui diritti delle persone con disabilità. Strumento che consente di combattere discriminazioni e violazioni dei diritti umani, nell'ambito della disabilità. Ratificato il 24 febbraio 2009 dal Parlamento italiano e il 23 dicembre 2010 dall'Unione europea. v.a. Tecnologia assistiva.
- Curling in carrozzina. Disciplina paralimpica invernale.

### D
- Danzaterapia (Danzaterapista) (o Danza per tutti) Forma di danza, libera, senza barriere, che utilizza il corpo e il movimento come mezzo primario per raggiungere scopi terapeutici. È una tecnica di riabilitazione che utilizza l'espressività corporea per regolare le emozioni e può coinvolgere potenzialmente ogni persona. Molto praticata in America Latina (Argentina) e dagli anni settanta in Italia, è utilizzata anche da disabili e da anziani, guidati ad esprimersi, mescolati agli altri, senza imposizioni nello stile e nella tecnica. Alcuni terapeuti fanno svolgere le sessioni di danza al buio completo, da un gruppo composto da ciechi, ipovedenti e vedenti.[4][5] v.a. María Fux.
- Difficoltà relazionali. In termini medico-legali, definisce il permanere, in soggetti che hanno recuperato una condizione migliore, di tratti autistici, psicotici e altrimenti patologici. Le premesse per questa definizione sono: ospedalizzazione, interventi operatori continuati, carenza nell'accudimento infantile, prolungato soggiorno in orfanotrofio. v.a. Disturbo narcisistico di personalità.
- Disabilità intellettiva (o Insufficienza mentale). Condizione di interrotto o incompleto sviluppo psichico - con compromissione di abilità cognitive, linguistiche, motorie e sociali - accompagnata a deficit socio-relazionale.
- Disability-adjusted life year (Attesa di vita corretta per disabilità). Anni di attività lavorativa e sociale, persi a causa di malattia, di disabilità o di morte prematura.
- Discalculia (Discalculico/a). Disturbo dell'apprendimento che si evidenzia in età evolutiva e si caratterizza in ridotte abilità del calcolo numerico.
- Disgrafia (Disgrafico/a). Disturbo dell'apprendimento che determina problematiche nella scrittura di lettere e di numeri.
- Dislessia (Dislessico/a). Aver problemi con la lettura e d'incomprensione del labiale; a volte sono associati a difficoltà di pronuncia delle parole.
- Disortografia (Disortografico/a). Disturbo dell'apprendimento che determina difficoltà a trasferire in scrittura i suoni che compongono le parole.
- Disprassia (Dispressico/a). Disturbo dello sviluppo, caratterizzato da difficoltà della coordinazione motoria di tutto il corpo e della motricità fine (distretti motori come labbra, bocca e dita).
- Disprassia motoria. Si tratta di alterazioni gravi del movimento del corpo che evidenziano la mancanza di controllo. Si parla di monoplegia se la lesione interessa un solo arto; di emiplegia (Emiplegico/a) se è colpita metà del corpo; di diplegia (Diplegico/a) se la lesione riguarda due arti; di tetraplegia (Tetraplegico/a) se sono colpiti tutti e quattro gli arti.
- DTS (Dispositivo telefonico per sordi). Strumento tecnologico che utilizzavano le persone con sordità, per la comunicazione tramite speciale computer collegato al telefono dell'epoca (periodo anni ottanta e novanta).

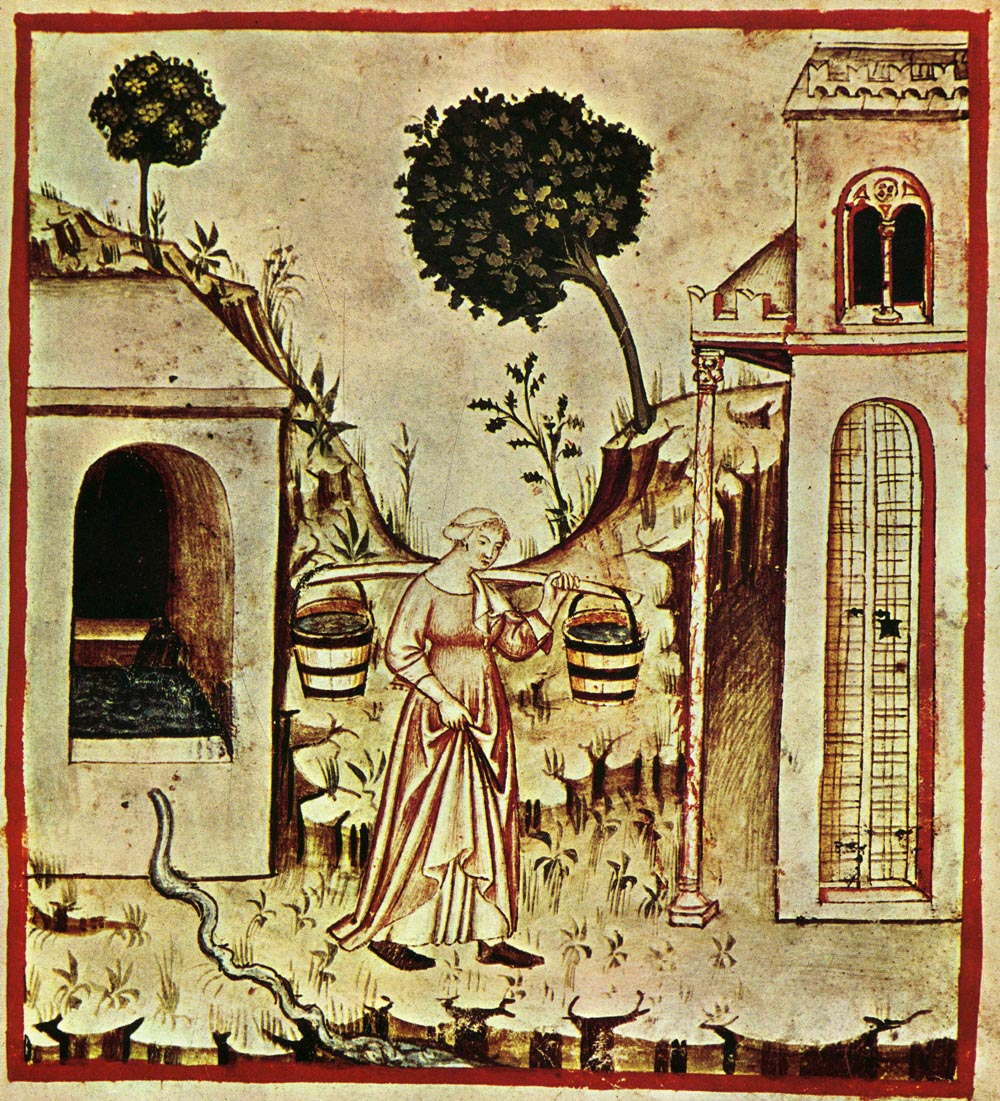
Acqua dolce,Taccuino Sanitatis, XIV secolo, (Biblioteca Casanatense)

### E
- Equitazione paralimpica. Si pratica nelle specialità del Dressage ed è definita Paradressage. Presente di norma sia alle Paralimpiadi estive, sia ai Campionati mondiali di equitazione, in Italia è parte della Federazione Italiana Sport Equestri.[1]
- Ente nazionale sordi, l'organizzazione più antica dei disabili uditivi italiani.

### F
- Famiglie italiane associate per la difesa dei diritti degli audiolesi o FIADDA, l'associazione che raggruppa delle famiglie non sorde che tutelano i diritti degli audiolesi in Italia.
- Federazione italiana sport paralimpici per ipovedenti e ciechi o FISPIC. Organismo, afferente al CIP, che disciplina tutti gli sport per ciechi ed ipovedenti. Le discipline sono numerose e in continuo ampliamento.[6]
- Federazione Sport Sordi Italia o FSSI. Organismo, afferente al CIP, che disciplina tutti gli sport per sordi. Le discipline sono numerose e in continuo ampliamento.[7] v.a.[1]
- Focomelia (Focomelico/a). Malformazione - mono o bilaterale - che riguarda porzioni, più o meno estese, degli arti superiori e/o inferiori.

### G
- Giochi olimpici silenziosi (Deaflympics). Manifestazione sportiva internazionale, in tutto equivalente alle Olimpiadi e alle Paralimpiadi, riservata ad atleti sordi ed organizzata dal Comitato Internazionale degli Sport dei Sordi.
- Giochi olimpici speciali. Giochi olimpici riservati ad atleti con disabilità intellettiva. Sono del tutto equipollenti ai Giochi Olimpici, Paralimpici e Sportivi silenziosi.
- Giochi paralimpici (o Paralimpiadi). Giochi olimpici, estivi e invernali, organizzati a partire dal 1960 e riservati ad atleti con disabilità fisiche.
- Giornata nazionale del braille (National Braille Day). Ricorrenza nazionale e mondiale in cui viene commemorata l'invenzione del Braille; in Italia il giorno stabilito è il 21 febbraio. Le varie associazioni dei ciechi e degli ipovedenti organizzano un programma di sensibilizzazione e informazione, con eventi musicali, tavole rotonde e attività ludiche sul tema dell'utilizzo di questo alfabeto/linguaggio.
- Goalball (Pallavolo per ciechi). Contrappone due squadre di 5 atleti. Normalmente è disciplina paralimpica. In Italia il Goalball è disciplinato dalla FISPIC.[1]

### H
- Handbike (Bicicletta a mano). Bicicletta che consente mobilità a disabili agli arti inferiori.
- Hockey in carrozzina o Wheelchair Hockey. Disciplina sportiva non olimpica, riservata ad atleti affetti da distrofia muscolare. Si disputa con carrozzine elettriche e in ambiente chiuso. Inoltre, se l'atleta non ha la forza sufficiente a reggere la mazza, può disporre di un ausilio chiamato Stick. Le squadre prevedono 5 giocatori, uno dei quali sta in porta. Vi sono alcune norme di sicurezza affinché la palla non possa entrare nelle ruote delle carrozzine, che raggiungono velocità elevatissime. Praticato in molti Paesi, comprendente anche un campionato mondiale, in Italia questo sport è disciplinato dalla Federazione Italiana Wheelchair Hockey (FIWH).[1]
- Hockey su slittino. Ridenominato nel 2017 come Para Ice Hockey e conosciuto anche con il termine Sledge Hockey, è presente ai Giochi Paralimpici invernali dal 1994. Le regole di gioco non differiscono da quelle dell'hockey su ghiaccio per normodotati, invece l'equipaggiamento è adattato alle necessità degli atleti, persone colpite da infermità agli arti inferiori, ma capaci di controllare busto e braccia. Muniti di due bastoni più corti di quelli consueti, seduti su uno slittino con pattini da ghiaccio, i giocatori si servono di un bastone per il gioco e dell'altro per spostarsi. Le squadre hanno sei giocatori, di cui il portiere ha un'unica mazza. In Italia, tale sport è disciplinato dalla FISG Federazione Italiana Sport del Ghiaccio.[8]

### I
- Impianto cocleare (o Coclea artificiale). Orecchio artificiale elettronico, utile per ripristinare la percezione uditiva nelle persone con sordità profonda.
- Inclusione sociale. Inserimento all'interno della società, indipendentemente dalla presenza di elementi limitanti, anche di disabilità.
- Infortunio. Incidente fisico, dannoso e imprevedibile, fortuito ed esterno che produce lesioni,  con effetto di inabilità temporanea o permanente, oppure morte. v.a. Incidente fisico, Incidente stradale, Infortunio domestico, Infortunio sul lavoro.
- Integrazione scolastica. Affiancamento nella scuola di un operatore qualificato ad una persona disabile, con programmazione di attività scolastica personalizzata, in relazione all'apprendimento scolastico e all'inserimento nell'ambiente scolastico e sociale. v.a Insegnante di sostegno e Bisogni educativi speciali.
- International Blind Sports Federation (IBSA). Associazione mondiale, fondata nel 1981; presiede a giochi riservati a disabili visivi, comprendendo sia specialità riconosciute in ambito paralimpico, sia altre specialità, quali ad esempio il calcio per ciechi e ipovedenti.[9]
- International Classification of Functioning, Disability and Health. Sistema di classificazione della disabilità, secondo l'Organizzazione mondiale della sanità.
- Invictus Games. Giochi sportivi, fondati nel 2014 e riservati a veterani di guerra, resi disabili durante il servizio bellico. Sono presieduti dalla Invictus Games Foundation che stabilisce le discipline sportive in competizione e i Paesi da invitare. Evento sportivo di prestigio, ma non equivalente ai Giochi olimpici.
- Ipovisione (Ipovedente). Acutezza visiva fortemente limitata, spesso associata a riduzione del campo visivo.
- Istituto nazionale per l'assicurazione contro gli infortuni sul lavoro. Istituto statale che in Italia volge funzione assicurativa sugli infortuni (lavorativi e domestici), in regime di monopolio.

### J
- Judo paralimpico. Disciplina paralimpica per ciechi e ipovedenti, raggruppati in categoria unica. Gli adattamenti consistono solo nella possibilità di afferrare la casacca dell'avversario. Le categorie di peso corrispondono a quelle del Judo per normodotati. La prima comparsa di questo sport ai Giochi paralimpici estivi risale al 1988, per gli uomini, e al 2004 per le donne.[10] In Italia, il judo paralimpico è disciplinato dalla FISPIC.

### L
- Leggi contro la discriminazione in base alla disabilità: Australia: Disability Discrimination Act (1992). Canada: Ontarians with Disabilities Act (2002), The Accessibility for Manitobans Act (2013). Francia: Loi pour l'égalité des droits et des chances, la participation et la citoyenneté des personnes handicapées (2005). Hong Kong: Disability Discrimination Ordinance (1995). Pakistan: National Policy for Persons with Disabilities (2002). Sudafrica: Promotion of Equality and Prevention of Unfair Discrimination Act (2000). Inghilterra: Equality Act 2010 (2010). USA: Americans with Disabilities Act of 1990.
- Lingua dei segni. Lingua utilizzata non solo dalla comunità sorda, ma anche dai Child of deaf adult

### M
- Musicoterapia. Disciplina che utilizza la musica e il suono, come strumenti di comunicazione non-verbale, con fine educativo, riabilitativo, terapeutico, in varie condizioni patologiche e di disabilità.
- Mutismo (Muto/a). Incapacità degli esseri umani ad esprimersi attraverso le parole e la voce (il disturbo può presentarsi anche negli animali). Le forme congenite sono molto rare; sono invece più frequenti le forme di mutismo acquisito, tra le quali spicca il mutismo selettivo, caratterizzato dall'incapacità della persona di parlare in ben determinati contesti o ambienti sociali.

### N
- Nuoto paralimpico (Nuotatore/rice). Insieme delle discipline afferenti al nuoto, praticate da disabili visivi, motori e intellettivi. Presente in tutti gli eventi sportivi, il nuoto paralimpico non differisce dal nuoto olimpico, tranne che per il fatto di mettere in gara persone con pari livello di possibilità fisiche. In Italia la federazione competente è la FINP Federazione Italiana Nuoto Paralimpico.[1]

### O
- OCR, Riconoscimento ottico dei caratteri. Software per la conversione in caratteri di testo di un'immagine acquisita tramite scansione. Tecnica utilizzata nei contesti più vari e da tutti, in ambito di disabilità ha dato una svolta decisiva alla qualità di vita, consentendo soprattutto a ciechi di accedere a documenti, menu dei ristoranti ed altro.
- Optacon. Strumento per la lettura, destinato a ciechi. Dotato di un sensore da appoggiare al testo, e di un display su cui si proiettano in rilievo le lettere come sono scritte. v.a. Optofono (sez. Optacon).

### P
- Pallacanestro in carrozzina. Disciplina che oppone due squadre di 5 giocatori e ricalca, con pochi adattamenti, le regole del Basket per normodotati, praticata in tutto il mondo e ad ogni livello. La caratteristica più saliente consiste nel meccanismo di formazione di una squadra. Ad ogni giocatore è attribuito un coefficiente, atto a definirne il livello di gravità, e ogni squadra deriverà dalla somma di tali coefficienti, che non deve essere superiore a 14,5. Pertanto la formazione risulterà composta di atleti con diverso grado di disabilità. In Italia questo sport è regolamentato dalla Federazione Italiana Pallacanestro in carrozzina, FIPIC[1].
- Pallavolo paralimpica o Sitting Volleyball. Sport per disabili agli arti inferiori, che siano in grado di utilizzare il busto e le braccia. Si affrontano due squadre di sei giocatori seduti a terra. Durante le azioni di gioco è vietato loro di perdere il contatto delle natiche con il terreno e possono spostarsi scivolando sempre sulle natiche, aiutandosi con le mani. Le regole agonistiche sono leggermente adattate alla situazione, ma nel complesso riflettono quelle del volley per normodotati. Periodicamente viene proposta una variante in carrozzina, ma i caratteristici movimenti e gli effetti spettacolari di tale sport hanno stimolato a costituire selezioni miste (disabili e normodotati). In Italia il sitting volley è regolamentato dalla Federazione Italiana Pallavolo, FIPAV.[1]
- Paraciclismo (paraciclista). Ciclismo paralimpico, riservato a molte disabilità e praticato a tutti i livelli, agonistici e non. I ciechi utilizzano il tandem con una guida vedente, i disabili motori usano biciclette tecnologicamente adattate alla tipologia di disfunzionalità, come le handbike, i tricicli e altri mezzi più sofisticati. In Italia la disciplina afferisce alla FCI (Federazione Ciclismo Italiano).[1]
- Para-karate (o Handikarate). Variante soft del karate, adattato a persone disabili. Uno sport di lotta, praticabile da persone con mobilità ridotta, o in situazioni di lieve disabilità mentale o da ipovedenti.
- Para-rowing o Canottaggio paralimpico (Canottiere/a). Disciplina paralimpica che raggruppa atleti ciechi, assieme a disabili motori in grado di muovere il busto e le braccia e a disabili che possono solo muovere le spalle e le braccia. L'equipaggio deve essere composto di queste tipologie riunite e sono limitate le presenze di ciechi (non più di due, se la squadra è un quattro con, solo uno, se si gareggia in due con). La categoria è solitamente mista, ma con regole per equilibrare la presenza di uomini e donne. Vi è sempre un timoniere e l'imbarcazione deve rispettare molte norme di sicurezza. In Italia, il para-rowing afferisce alla Federazione Italiana Canottaggio o FIC.[1]
- Para-snowboard. Disciplina paralimpica invernale.
- Pesistica paralimpica. Disciplina paralimpica estiva.
- Protesi. Dispositivo artificiale per sostituire una parte del corpo mancante (arto, organo o tessuto), o a integrarne una danneggiata.

### Q

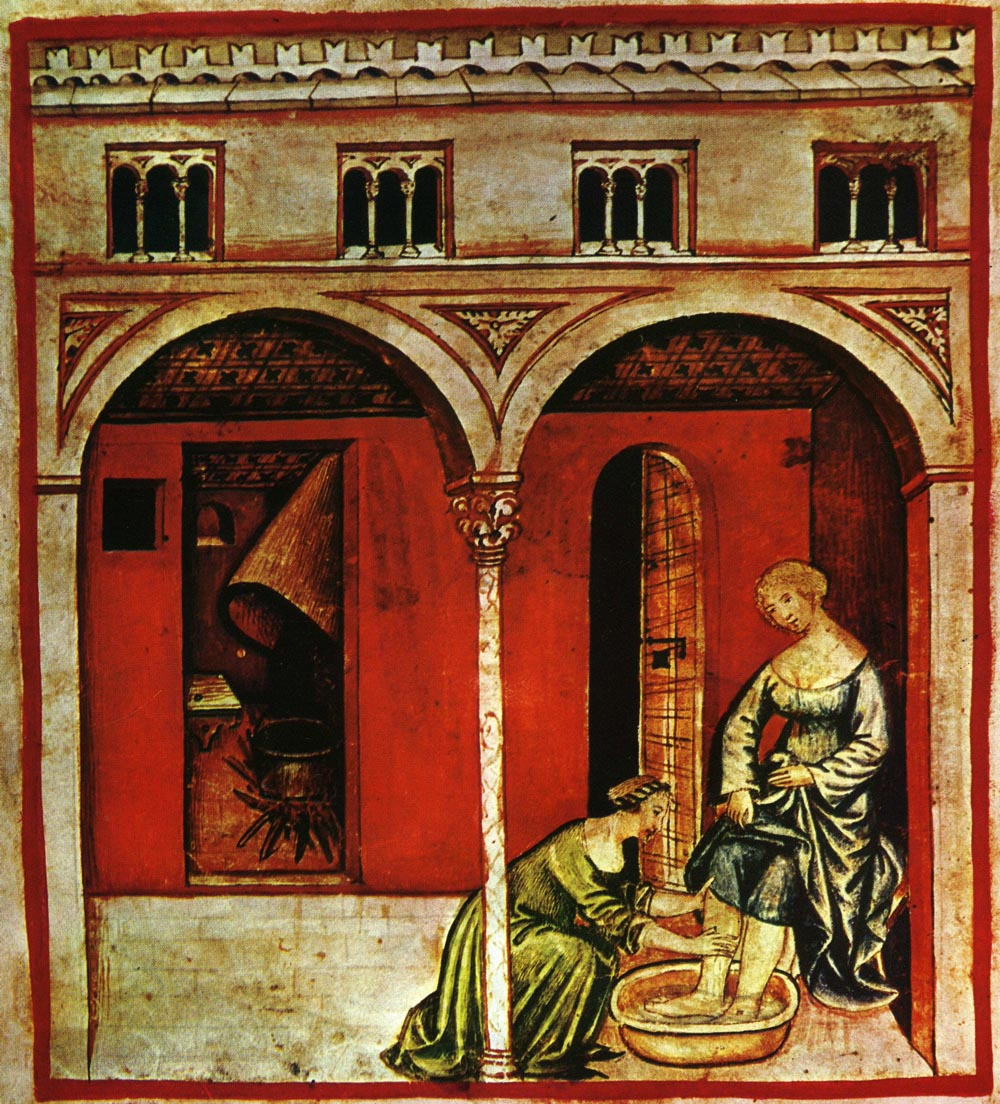
Acqua calda,Taccuino Sanitatis, XIV secolo, (Biblioteca Casanatense)

### R
- Rugby in carrozzina o Wheelchair Rugby. Nato alla fine degli anni settanta in Canada, è presente ai Giochi Paralimpici estivi dal 1996. Si disputa tra squadre di dodici giocatori, in unica categoria, che devono entrare in campo in modo da non essere più di quattro. La palla utilizzata è rotonda. In Italia questo sport afferisce alla FISPES.[11]

### S
- Scacchi per ciechi. Gioco del tutto equivalente a quello per normodotati, differisce solo per la scacchiera, adattata con vari riferimenti tattili. Le competizioni sono disciplinate a livello internazionale dalla FIDE, mentre in Italia afferiscono alla FISPIC.[1] Vi sono poi, anche in ambito internazionale, tornei e sfide che oppongono un giocatore cieco e uno vedente.
- Scacchiera e damiera per ciechi. Nella scacchiera, tutte le caselle dello stesso colore sono leggermente più elevate di quelle del colore opposto. I pezzi di un colore, generalmente i bianchi, hanno un piccolo puntale sulla sommità, mentre gli altri sono lisci. Per una sicura stabilità dei pezzi si può ricorrere a un foro al centro della casella, in cui si infila un pirolo posto alla base, oppure un sistema di calamite. Nella damiera, le pedine hanno un lato sagomato, concavo e convesso, e l'altro lato in rilievo. Quando il giocatore fa "dama", gira semplicemente la pedina.
- Scherma in carrozzina. Presente ai Giochi per disabili fin dal 1948, si disputa su carrozzine fermate alla pedana e le sfide oppongono atleti di tre categorie di disabilità. Le specialità sono quelle classiche della scherma, ossia fioretto, sciabola e spada, individuali e a squadre, maschili e femminili. La federazione responsabile in Italia è la FIS.[1]
- Sci alpino paralimpico. Disciplina paralimpica invernale.
- Sci di fondo paralimpico. Disciplina paralimpica invernale.
- Scienza della sicurezza. Disciplina che studia varie forme di rischio, con l'obiettivo di ridurlo, controllarne le conseguenze o annullarlo. Un settore studia le attrezzature di lavoro che potenzialmente possono creare danni alle persone. Protezione attiva che gli operatori devono attivare, protezione passiva che interviene senza il comando umano.
- Screen reader. Software che utilizza una speciale applicazione ed è rivolto a persone con disabilità visiva. Ne esistono vari tipi, come JAWS, Nvda, Orca.
- Showdown. Disciplina rigorosamente per ciechi, tutti giocano bendati. Vengono opposti due giocatori che tramite una paletta o spatola, si passano una palla rigida e sonora su un tavolo con sponde rialzate. La palla deve passare sotto una barriera posta a metà del tavolo. Per questo motivo il gioco è considerato meno attinente al Tennistavolo che ad altri sport, in quanto la palla si eleva ben poco e soprattutto rotola sul piano. In Italia lo showdown è regolamentato dalla FISPIC.[1]
- Sintesi vocale. (Speech synthesis). Tecnica per la riproduzione artificiale della voce umana - ovvero programma di conversione da testo a voce - con utilizzo di registrazioni di parti vocali, memorizzate su un database.
- Sordità (Sordo/a). Disfunzione dell'apparato uditivo che può essere causata da malattia, da eccessiva esposizione a rumori (anche sordità professionale), da assunzione di farmaci, da lesioni traumatiche all'orecchio.
- Sordocecità (Sordocieco/a). Condizione che combina - in varie misure - la cecità e la sordità, con gravi problemi di comunicazione e di mobilità.
- Sordofobia (Sordofobo/a). Fobia della sordità.
- Sordomutismo (Sordomuto/a). Condizione che interessa persone, sorde dalla nascita o dai primi anni di vita (fino all'età di 12 anni legalmente), e che di conseguenza non hanno acquistato la lingua parlata, o l'hanno acquistata in modo incompleto.
- Sport paralimpici. Le paralimpiadi estive comprendono 22 sport, con 526 medaglie assegnabili; quelle invernali comprendono 5 sport, con 72 medaglie.[12]
- Sport per disabili. Sport praticati da persone con diversi tipi di disabilità. v.a. Sport paralimpici e Categorie degli sport per disabili.

### T
- Tecnologia assistiva. Denominazione generica con cui si definisce l'insieme di strumentazione tecnologica, riferita a una specifica persona con disabilità, nonché al percorso formativo che ne comprende l'apprendimento e l'utilizzo. v.a. Comunicazione aumentativa.
- Tennis in carrozzina. Gioco analogo al tennis per normodotati, con poche differenze: la palla può rimbalzare anche due volte prima della risposta, la carrozzina è considerata parte integrante del corpo e pertanto il giocatore può colpire la palla solo con la racchetta. Lo sport afferisce alla Federazione Italiana Tennis o FIT,[1] ed è costantemente presente ai Giochi Paralimpici estivi.
- Tennistavolo paralimpico. Disciplina paralimpica estiva.
- Terapista della neuro e psicomotricità dell'età evolutiva. Operatore specializzato nella terapia riabilitativa di bambini da zero a 18 anni. v.a. Fisiatra, Tecnico della riabilitazione psichiatrica.
- Tiflologia (tiflologo/a, dal greco typhlós cieco). Studio delle problematiche incontrate da ciechi e ipovedenti negli ambiti della vita quotidiana, scolastica e ricreativa. Le soluzioni per i vari problemi sono attuate dalla tiflotecnica e dalla tiflodidattica.
- Tiro a segno paralimpico (Para-shooting). (Tiratore/rice a segno). Disciplina paralimpica estiva. è presente dall'edizione dei Giochi del 1988. Si pratica con la pistola o la carabina, non differisce sostanzialmente dal tiro a segno per normodotati; ai tiratori paralimpici sono consentite le specialità più accessibili ed essi gareggiano con altri disabili dello stesso tipo. La federazione italiana competente è l'UITS.[1]
- Tiro con l'arco paralimpico (Para-archery). (Arciere/a). Disciplina presente alle Paralimpiadi estive sin dalla prima edizione del 1960, non differisce in nulla dal tiro con l'arco praticato dai normodotati. Ci sono stati casi di arcieri in carrozzina che hanno concorso anche ai campionati assoluti, entrando così a far parte della squadra olimpica. v.a. Paola Fantato.[13] In Italia la federazione per questo sport è la FITARCO.[1]
- Torball. Gioco per ciechi, assimilabile alla pallamano. Si gioca opponendo due squadre di tre giocatori e i tornei sono maschile e femminile; non rientra tra le discipline paralimpiche, ma piuttosto nei giochi dell'IBSA. In Italia il torball è disciplinato dalla FISPIC.[1]
- Triathlon paralimpico. Disciplina paralimpica estiva.

### U
- Universal design (Progettazione Universale). Studio di una progettazione ideale, di prodotti e di ambienti artificiali, tali che siano piacevoli e anche facilmente fruibili, indipendentemente dall'età, dalle capacità, dalla condizione sociale. v.a. Barriere architettoniche.

### V
- Vela paralimpica. Disciplina paralimpica estiva.
- Veloterapia. Tecnica che consiste nell'uscire in mare in barca a vela, al fine di promuovere il benessere psico-fisico: è uno sport, a contatto con il mare e con il vento, adattato a soggetti a rischio per problematiche psichiche - sul piano del carattere e dell'autostima - e a soggetti con disabilità motoria.

### Z

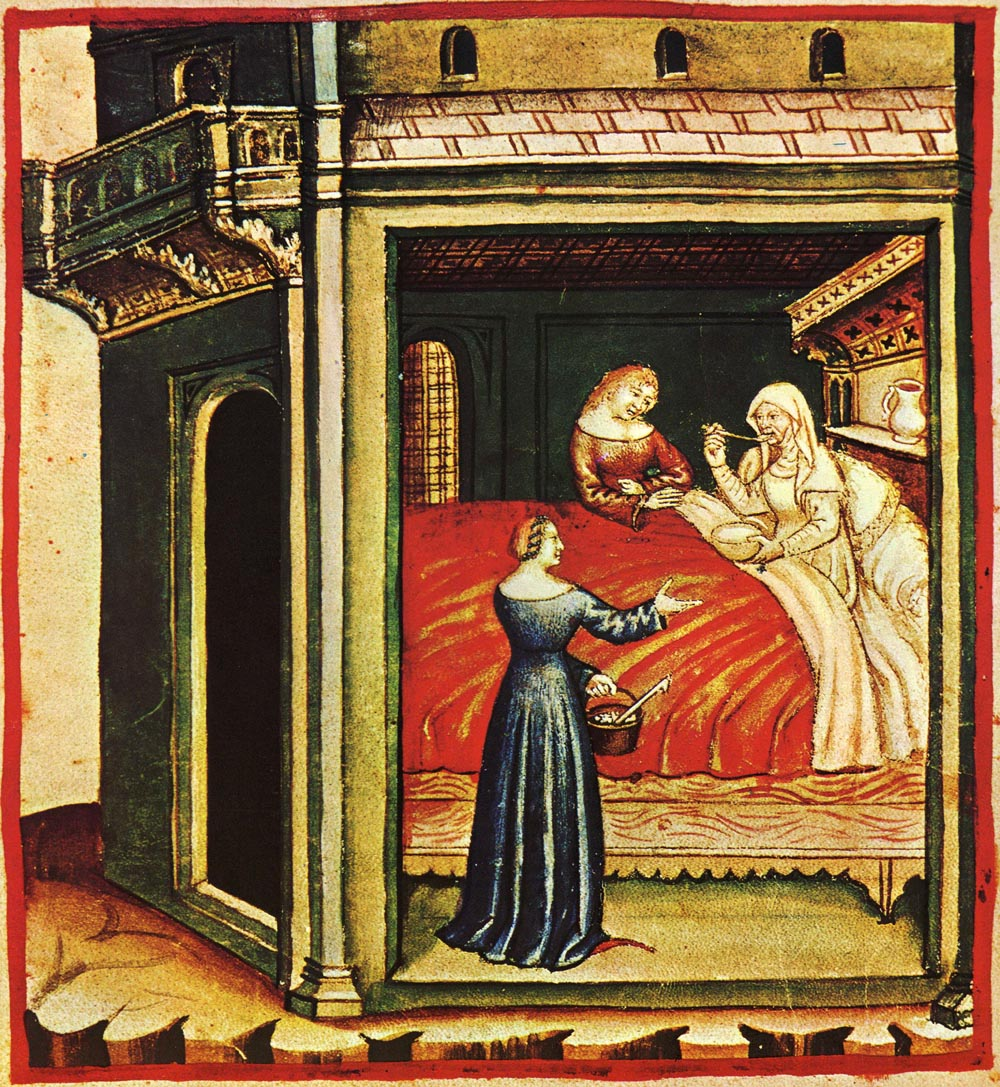
Impiego prodotti vegetali, Taccuino Sanitatis, XIV secolo, (Biblioteca Casanatense)

## Audio
Selezionando Leggi ad alta voce (si clicca sulla terza icona di ogni elemento sonoro) si aziona la lettura ad alta voce di tutto il testo del Glossario.
- (EN)  Disability
- (EN)  Disability Etiquette
- (EN)  Sporting Wheelies and Disability Association

## Galleria d'immagini

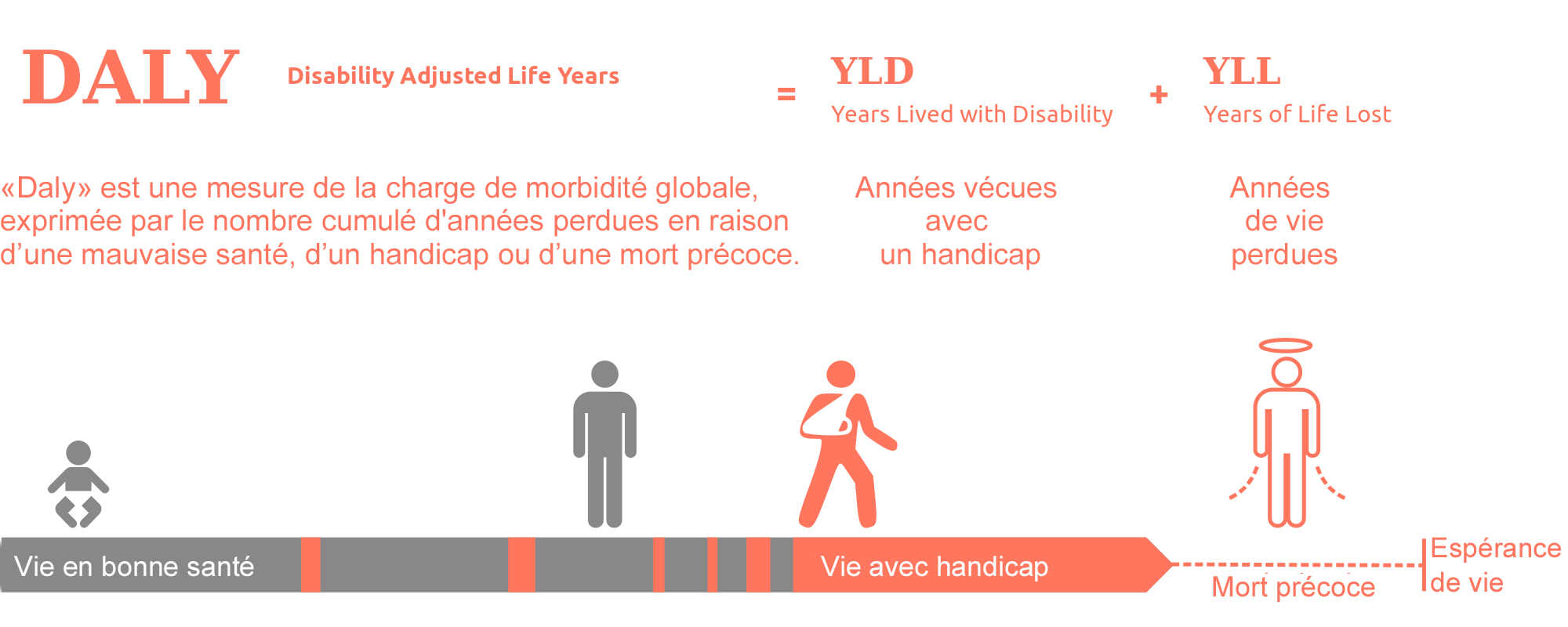
Grafico di disabilità e lunghezza della vita
- Disabilità e cambiamenti climatici
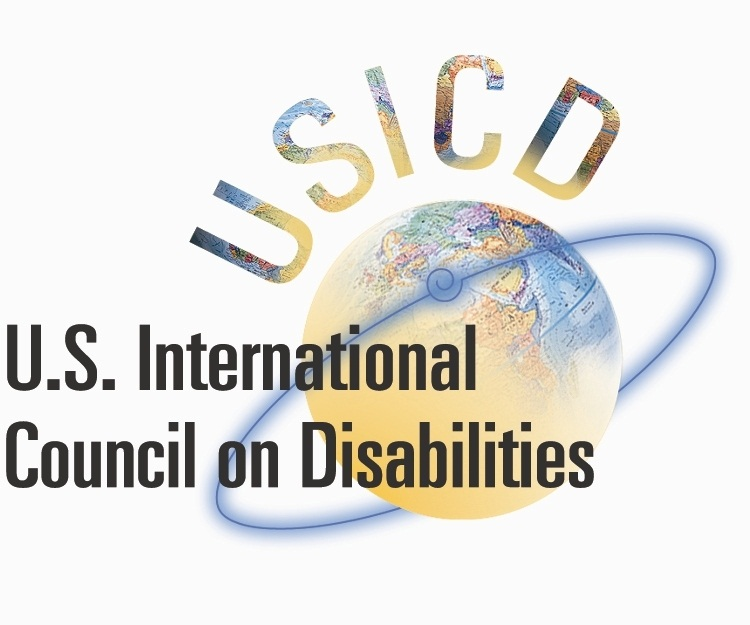
USICD Logo